# کارت آفرین

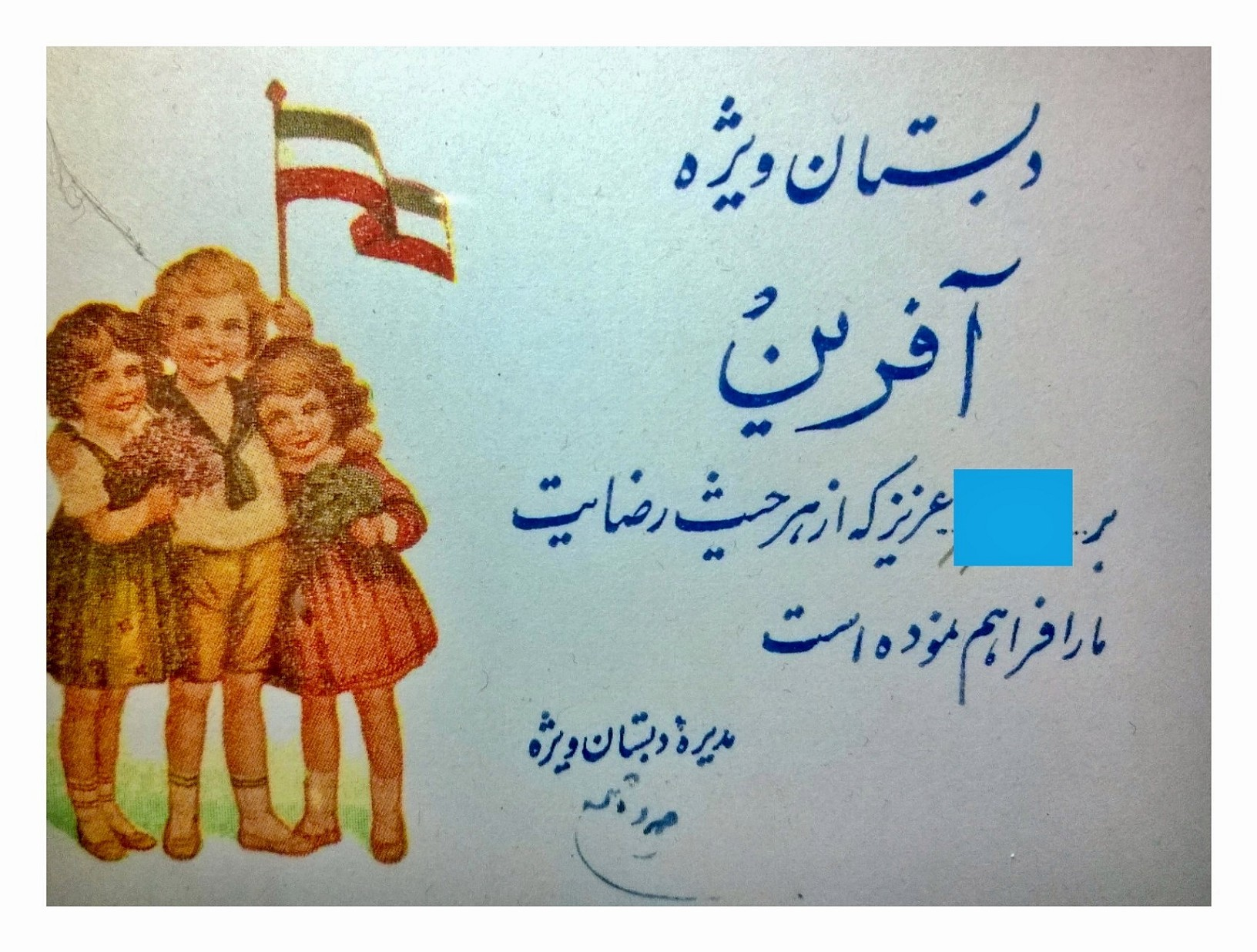
کارت آفرین دبستان ویژه، تهران ۱۳۴۲

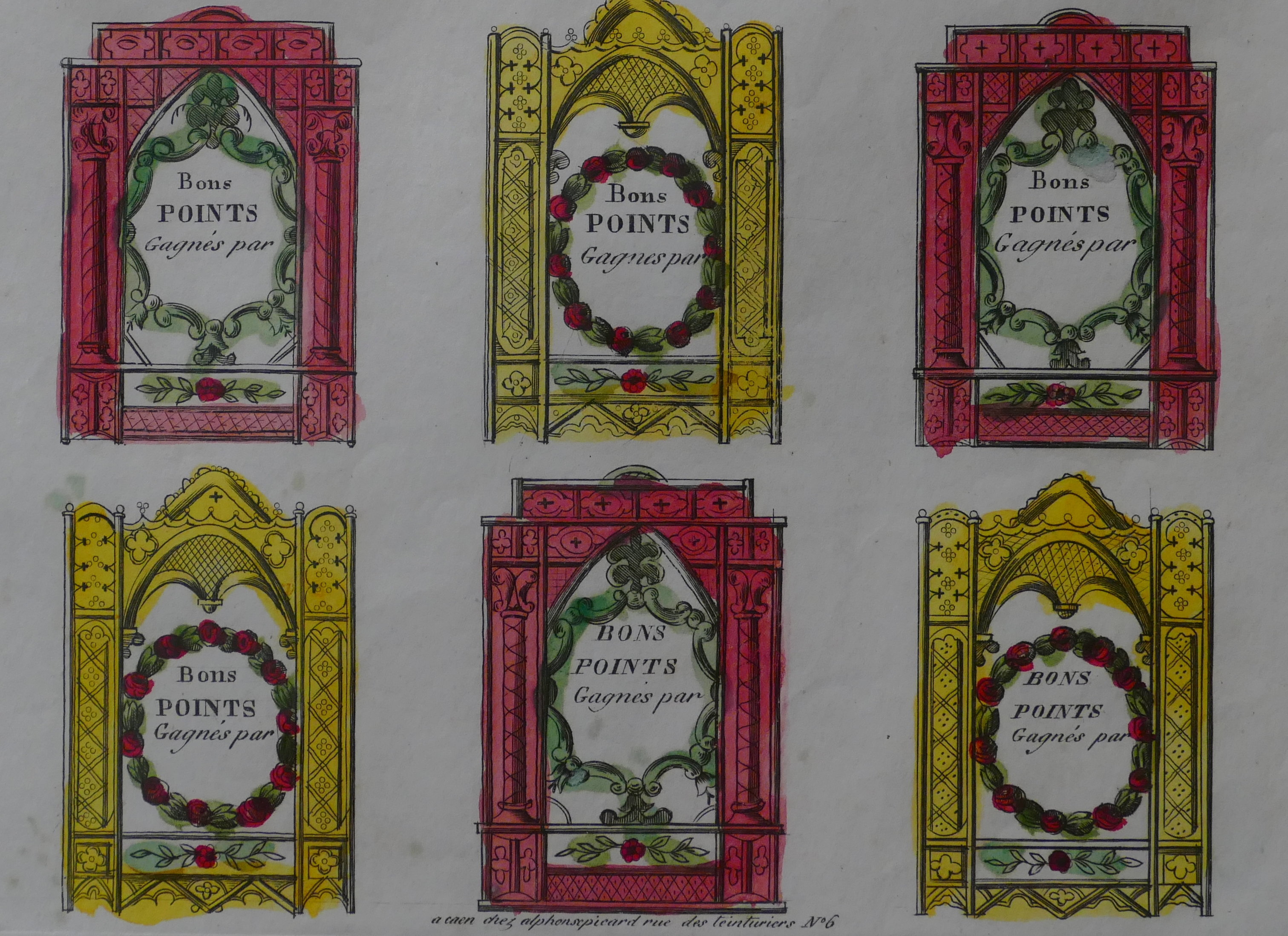
کارت آفرین فرانسوی، ۱۸۳۰

کارت آفرین نوعی تقدیرنامهٔ ساده است که برای تشویق دانش‌آموزان، به‌خصوص در مقطع دبستان، به کودکان اهدا می‌شود. کارت آفرینِ ساده «ده آفرین» محسوب می‌شود و در مقابل جمع‌آوری ده عدد، کارت «صد آفرین» به دانش‌آموز اهدا می‌شود. مرحلهٔ بعدی کارت «هزار آفرین» است. کارت آفرین برگه‌ای است مقوایی، تقریباً در ابعاد آ۶ (یک‌چهارم آ۴) که بر روی آن تصاویر تزئینی و متن‌های متفاوت جهت سپاس به خاطر زحمات دانش‌آموز و تشویق او قید شده‌است. این نوع تشویق‌نامه هیچ‌گونه ضابطهٔ رسمی یا قانونی ندارد و هر مدرسه‌ای، به میل و ذوق مدیران خود، کارت آفرین چاپ یا خریداری می‌کند.

## تاریخچه
قدیمی‌ترین کارت آفرینِ مستند در سال ۱۷۸۳ م در مدرسه‌ای در شهر هامبورگ به دانش‌آموزی اهدا شده‌است. ترجمهٔ متن کارت این است: «گواهی می‌شود که دارندهٔ این [کارت]، در این زمان در مدرسهٔ من رفتار نیکویی داشته‌است…»